# Kanton Saint-Geniez-d'Olt
Kanton Saint-Geniez-d'Olt (francouzsky Canton de Saint-Geniez-d'Olt) je francouzský kanton v departementu Aveyron v regionu Midi-Pyrénées. Tvoří ho šest obcí.

## Obce kantonu
- Aurelle-Verlac
- Pierrefiche
- Pomayrols
- Prades-d'Aubrac
- Sainte-Eulalie-d'Olt
- Saint-Geniez-d'Olt